# 鹰嘴壳菜蛤
鹰嘴壳菜蛤属（学名：Ischadium）是贻贝科下的单型属，属下只有鹰嘴壳菜蛤（Ischadium recurvum）一种。鹰嘴壳菜蛤分布于北美洲大西洋沿岸，从鳕鱼角延伸至西印度群岛。鹰嘴壳菜蛤通常生长在美洲牡蛎（学名：Crassostrea virginica）的壳上。鹰嘴壳菜蛤栖息在潮下带，或在裸露的牡蛎可在冬季存活的、切萨皮克湾以南的潮间带。它们也会附着在其他坚硬的基底上，如人工鱼礁或死亡的半咸水蛤蜊河口马珂蛤（学名：Rangia cuneata）的壳上。

## 捕食
鹰嘴壳菜蛤主要通过气味发现捕食者，其中包括捕食者自身的气味及周围死亡贝类的气味。鹰嘴壳菜蛤的天敌之一为蓝蟹（学名：Callinectes sapidus）。鹰嘴壳菜蛤是富含营养物质的优质猎物。相较于其他贻贝如侧肌蛤（学名：Musculus lateralis，尚无权威译名），鹰嘴壳菜蛤在季节变化中能始终保持丰富的粗蛋白质、脂质和微量元素，以及较高的总能量。此外，鹰嘴壳菜蛤还含有更多的镁、铁、锌、铜和锰。

### 避免被捕食的策略
鹰嘴壳菜蛤通过构建更坚硬的壳来保护自己。壳的强度随着贻贝长度的增加而增强。结群的贻贝比单个个体更容易存活，因为在群体中，捕食者更难触及它们，也更难从群体中分离它们。贻贝利用足丝来抵御捕食者。足丝是能将它们固着于其他基底上的纤维束。足丝越多，贻贝越难被移除。较大的贻贝能分泌出更多足丝，而较小的贻贝虽然将更多能量用于生成足丝，但由于体型和表面积较小，往往成为蓝蟹等捕食者的目标。

## 栖息地
鹰嘴壳菜蛤生长在美洲牡蛎礁上，这些牡蛎礁分布于墨西哥湾沿岸，特别是河口附近。鹰嘴壳菜蛤偏好在低盐度环境中觅食。随着盐度增加，滤水率，有机物摄食率和同化率都会降低。高盐度环境会对这种双壳类动物造成压力，影响其进食效率。鹰嘴壳菜蛤的存活与牡蛎床密切相关。在切萨皮克湾等地，疾病和过度捕捞导致牡蛎数量下降，从而导致鹰嘴壳菜蛤的数量减少。尽管鹰嘴壳菜蛤可以附着在其他坚硬基底上，但牡蛎数量的减少也会导致沉积物比率增加，从而减少鹰嘴壳菜蛤的可用基底。这使鹰嘴壳菜蛤的数量极易受牡蛎数量的影响。